# Ringlight

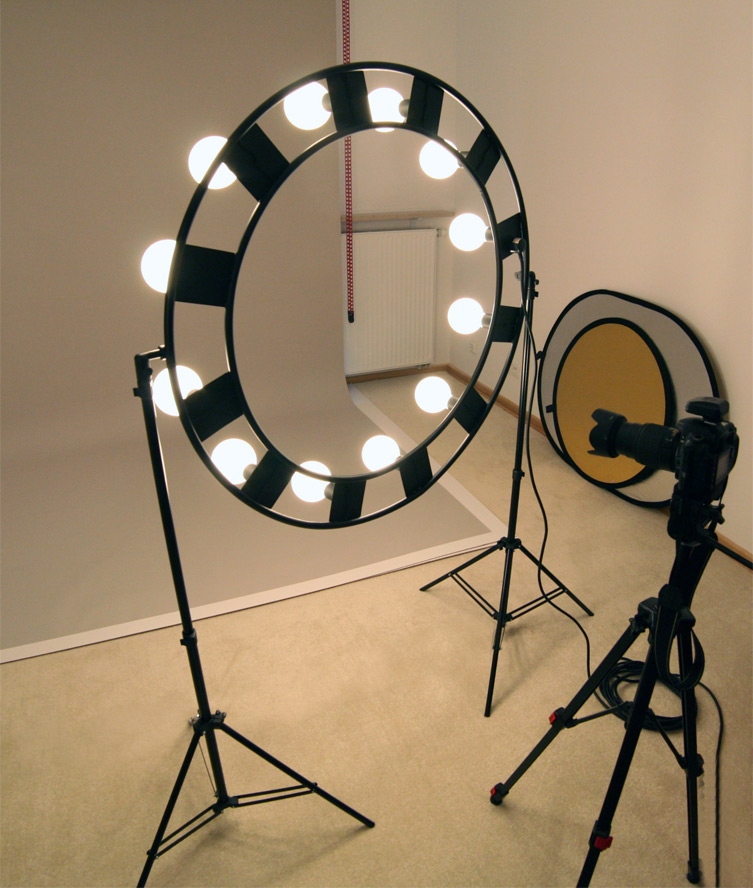
Studyjny ringlight o średnicy 1 m zamocowany na statywach

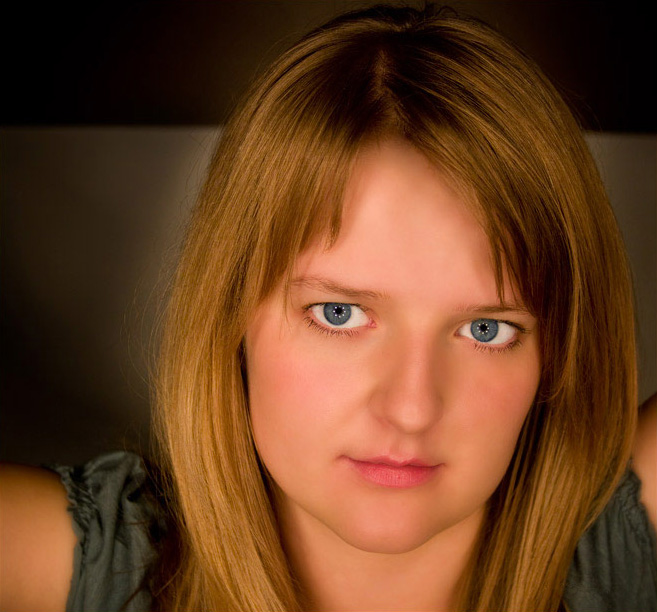
Przykładowe zdjęcie z wykorzystaniem ringlight’a

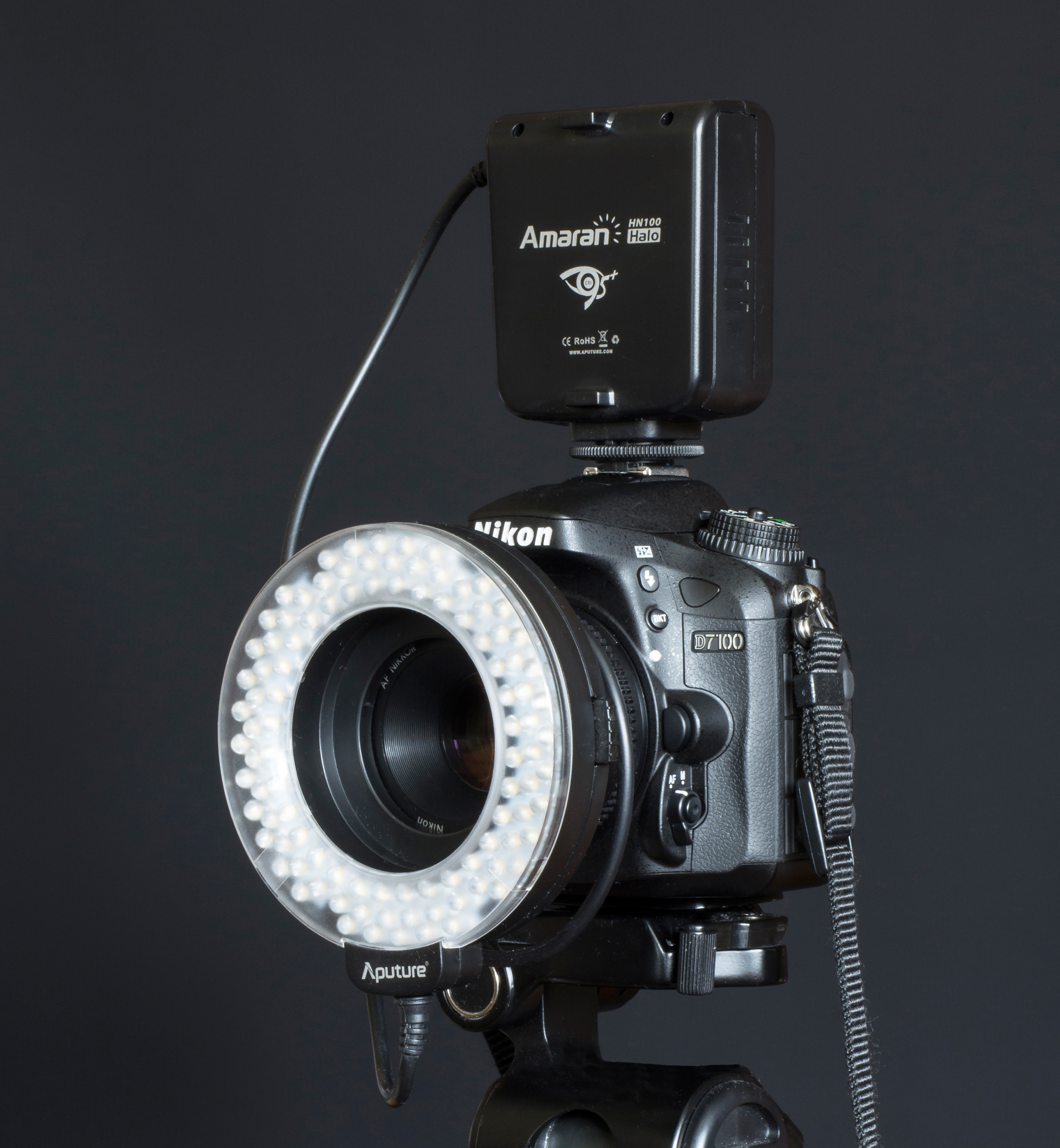
Pierścieniowa lampa błyskowa na obiektywie aparatu

Ringlight (ring light, ring-light) – rodzaj lampy wykorzystywanej w fotografii profesjonalnej. Ze względu na swoją specyfikację używany głównie w studiach fotograficznych. Ring light zwany jest w niektórych przypadkach również lampą pierścieniową. Twórcą efektu „pierścieniowego światła” był Clifford Coffin, amerykański fotograf. Pierwowzorem lampy była używana przez niego okrągła lampa dentystyczna.
Istnieje również odmiana lampy pierścieniowej montowana bezpośrednio na obiektyw zazwyczaj wykonana w technologii świecenia LED.
Służy jako źródło światła sztucznego, którego użycie powoduje uzyskanie efektu równomiernego oświetlenia (brak cienia), w prawie każdym przypadku fotografowania trójwymiarowego obiektu.
Ringlight często spotykany jest w fotografii mody oraz fotografii portretowej. Z wykorzystaniem ring lighta, w tych dziedzinach fotografii, wiąże się charakterystyczny (pożądany lub niepożądany) efekt pojawiających się w oczach blików w kształcie okręgu (ich liczba zależna jest od liczby żarówek oraz od tego czy użyto wszystkich żarówek).
Jednym z pierwszych fotografów w Polsce używających tego typu oświetlenia był Sergiusz Suszyn. Autorski projekt ring lighta, który stworzył stał się podstawą do wielu jego modyfikacji i odmian budowanych na potrzeby „domowe”.
Budowę ringlighta zazwyczaj można oprzeć na zwykłych materiałach typu sklejka, MDF, kilka żarówek, kable elektryczne, wyłączniki np. w celu wyłączania pojedynczych żarówek aby uzyskać inny efekt świecenia (widoczne na załączonych obrazkach), ściemniacza, aby płynnie regulować intensywność świecenia i ułatwić pracę modelowi.

## Rodzaje oświetlenia
Rozróżniamy kilka rodzajów oświetlenia typu ring:
ring lightoświetlenie stałe – widmo emitowanego światła zależy od rodzaju żarówek/świetlówek wykorzystanych w jego konstrukcji (moc, temperatura barwowa). Zwykle okrąg średnicy około 70cm – 1m z zamontowanymi w równomiernie rozmieszczonych oprawkach 8-12 źródłami światła, które można też stosować ze ściemniaczem w celu płynnej regulacji światła. Przykładem tego typu źródła światła jest montowana na obiektywie lampa Sony HVL-RL1.
ring flashKonstrukcja zwykle przypomina ring light’y, różnicą jest zastosowanie żarówek błyskowych/palników zamiast źródeł emitujących światło stałe,
macro ring flashBezcieniowa lampa w formie okręgu instalowana na obiektywie, wyposażona w różną, w zależności od modelu, liczbę palników zapewniających dokładną eliminację cieni fotografowanego przedmiotu.